# Кенди (мини-серија)
Кенди (енгл. Candy) америчка је телевизијска мини-серија коју су створили Ник Антоска и Робин Фајт за Hulu. Насловну улогу тумачи Џесика Бил, а прати је након оптужбе за убиство секиром своје комшинице Бети Гор (Мелани Лински), током 1980. године у Тексасу. Премијера је приказана 9. маја 2022. године.

## Премиса
Године 1980. у Вајлију, домаћица из предграђа Кенди Монтгомери оптужена је за убиство своје комшинице Бети Гор, након што је имала аферу са супругом Горове, Аланом.

## Улоге
| Глумац            | Улога            |
| ----------------- | ---------------- |
| Џесика Бил        | Кенди Монтгомери |
| Мелани Лински     | Бети Гор         |
| Пабло Шрајбер     | Алан Гор         |
| Тимоти Симонс     | Пет Монтгомери   |
| Раул Еспарза      | Дон Краудер      |
| Џеси Милер        | Шери Клеклер     |
| Адам Бартли       | Ричард           |
| Џастин Тимберлејк | Стив Дифенбо     |
| Џејсон Ритер      | Дени Рис         |

## Епизоде
| Бр. еп. | Наслов | Редитељ          | Сценариста                              | Премијера     |
| ------- | ------ | ---------------- | --------------------------------------- | ------------- |
| 1       |        | Мајкл Апендал    | Робин Фајт                              | 9. мај 2022.  |
| 2       |        | Џенифер Гецингер | Дејвид Метјуз                           | 10. мај 2022. |
| 3       |        | Бенџамин Семаноф | Брет Џонсон                             | 11. мај 2022. |
| 4       |        | Тара Никол Вејр  | Елиза Браун                             | 12. мај 2022. |
| 5       |        | Мајкл Апендал    | Брет Џонсон, Дејвид Метјуз и Робин Фајт | 13. мај 2022. |